# Daggmåra
Daggmåra (Galium glaucum) är en måreväxtart som beskrevs av Carl von Linné. Enligt Catalogue of Life ingår Daggmåra i släktet måror och familjen måreväxter, men enligt Dyntaxa är tillhörigheten istället släktet måror och familjen måreväxter. Arten förekommer tillfälligt i Sverige, men reproducerar sig inte.

## Underarter
Arten delas in i följande underarter:
- G. g. australe
- G. g. glaucum
- G. g. murcicum